# Dario Guzzon
Dario Guzzon (Torino, 4 gennaio 1926 – Torino, 3 maggio 2000) è stato un fumettista e illustratore italiano.

## Biografia
Dario Guzzon, è uno dei tre componenti del gruppo di fumettisti che si firma EsseGesse, noto dagli anni Cinquanta per aver inaugurato la produzione di storie in équipe, scambiandosi a seconda delle esigenze il ruolo di sceneggiatore, matite e chine. I personaggi più celebri da loro creati: Il Grande Blek, Capitan Miki, Il Comandante Mark, Alan Mistero, pubblicati con successo sia in Italia sia all'estero.
Diplomato maestro elementare, Guzzon frequenta la scuola d'arte dal 1946 al 1948, poi la Libera Accademia di Belle Arti, dove insegnano i pittori torinesi Micheletti, Bercetti, Stroppa e Tribaudino.
Nel 1948 inizia a lavorare per l'editrice torinese Taurinia, che gli affida le copertine illustrate a mezza tinta (china diluita) per la rivista Piccina, un periodico nato sulla scia di Grand Hôtel. Qui incontra Pietro Sartoris, anch'egli insegnante elementare ai suoi primi passi nel fumetto. I due iniziano subito a lavorare in tandem.
Quando la Taurinia chiude, Guzzon e Sartoris si trasferiscono a Milano dove trovano da disegnare alle Edizioni Alpe dell'editore Giuseppe Caregaro, che affida a Guzzon alcuni episodi per la testata Cucciolo. Altro lavoro arriva dall'editore Tristano Torelli, quando i due incontrano Giovanni Sinchetto, il terzo torinese. I tre artigiani factotum decidono di formare un trio chiamandosi con la sigla EsseGesse, ottenuta dalle iniziali dei loro cognomi.
I primo loro personaggio in team viene pubblicato nel 1950 sul settimanale torinese La Gazzetta dei Piccoli: Olenwald, il Nibelungo, seguito da Kinowa e i più noti Blek e Miki per la Dardo di Milano dell'editore Gino Casarotti.
Guzzon, l'ultimo dei tre a scomparire, chiude la carriera realizzando i numeri annuali dello speciale per la Bonelli Editore de Il Comandante Mark, con la collaborazione di Lina Buffolente, fino al 1995 (lasciando poi a lei la continuazione della serie), 'Signora del fumetto italiano' con la quale tenterà pure, dal 1994, un ultimo nostalgico rilancio dei classici Blek e Miki nel formato originale in striscia.